# Eli Heimans
Eli Heimans (Zwolle, 28 februari 1861 – Gerolstein, 22 juli 1914) was een Joods-Nederlandse onderwijzer en natuurbeschermer. Hij leverde samen met Jac. P. Thijsse een belangrijke bijdrage aan de popularisering van de natuurstudie en legde mede de basis voor de natuurbescherming in Nederland. 

## Biografie
Heimans werd geboren als zoon van Jacob Heimans en Elisabeth Valk. Hij volgde de lagere school en de HBS, maar maakte die laatste niet af, omdat hij in de ververij van zijn vader moest meehelpen. Heimans volgde aan de Zwolsche Normaalschool de opleiding tot onderwijzer en haalde er de hulpakte, hoofdakte, de akte voor wiskunde en de aktes voor drie vreemde talen.
In 1882 vestigde hij zich als jonge onderwijzer in Amsterdam, waar hij al snel bevriend raakte met Jan Ligthart. In 1881 solliciteerde hij naar de positie van derde onderwijzer aan de openbare lagere school in de Zwanenburgerstraat in Amsterdam, waar hij in mei 1882 kon beginnen. De school stond in een stoffige achterbuurt, maar Heimans ontdekte al spoedig de natuur vlak buiten de stad, waar hij weer op verhaal kon komen. Hij maakte carrière in het onderwijs en werd in 1893 hoofd van de nieuwe Planciusschool in wat nu de Tweede Breeuwersstraat heet. Doordat hij een uitstekend waarnemer was en goed kon leren, groeide zijn kennis van planten en dieren snel. Bovendien had hij ook belangstelling voor geologie. 
Heimans maakte samen met onder andere Ligthart en C.F.A. Zernike deel uit van de redactie van het pedagogisch maandblad Oud en Nieuw. Hij had kritiek op het traditioneel systematisch georiënteerde onderwijs in de natuur zoals dat tot dan toe werd gegeven, en pleitte ervoor om de kinderen mee naar buiten te nemen en dieren en planten in de klas te brengen. Op deze manier kon het eigen waarnemen worden gestimuleerd.
Zijn ideeën schreef hij op in het boekje: De levende natuur, een handleiding bij het onderwijs in de kennis van planten en dieren op de lagere school in het bijzonder voor de grote steden. In  dit boekje dat in 1893 verscheen, baseerde hij zich op het Sarphatipark in Amsterdam. Later zou de methode verder worden uitgewerkt tot een handleiding die in vier delen verscheen tussen 1898 en 1908. Heimans schreef ook kinderboeken, en in 1889 verscheen van zijn hand het populaire jongensboek Willem Roda.

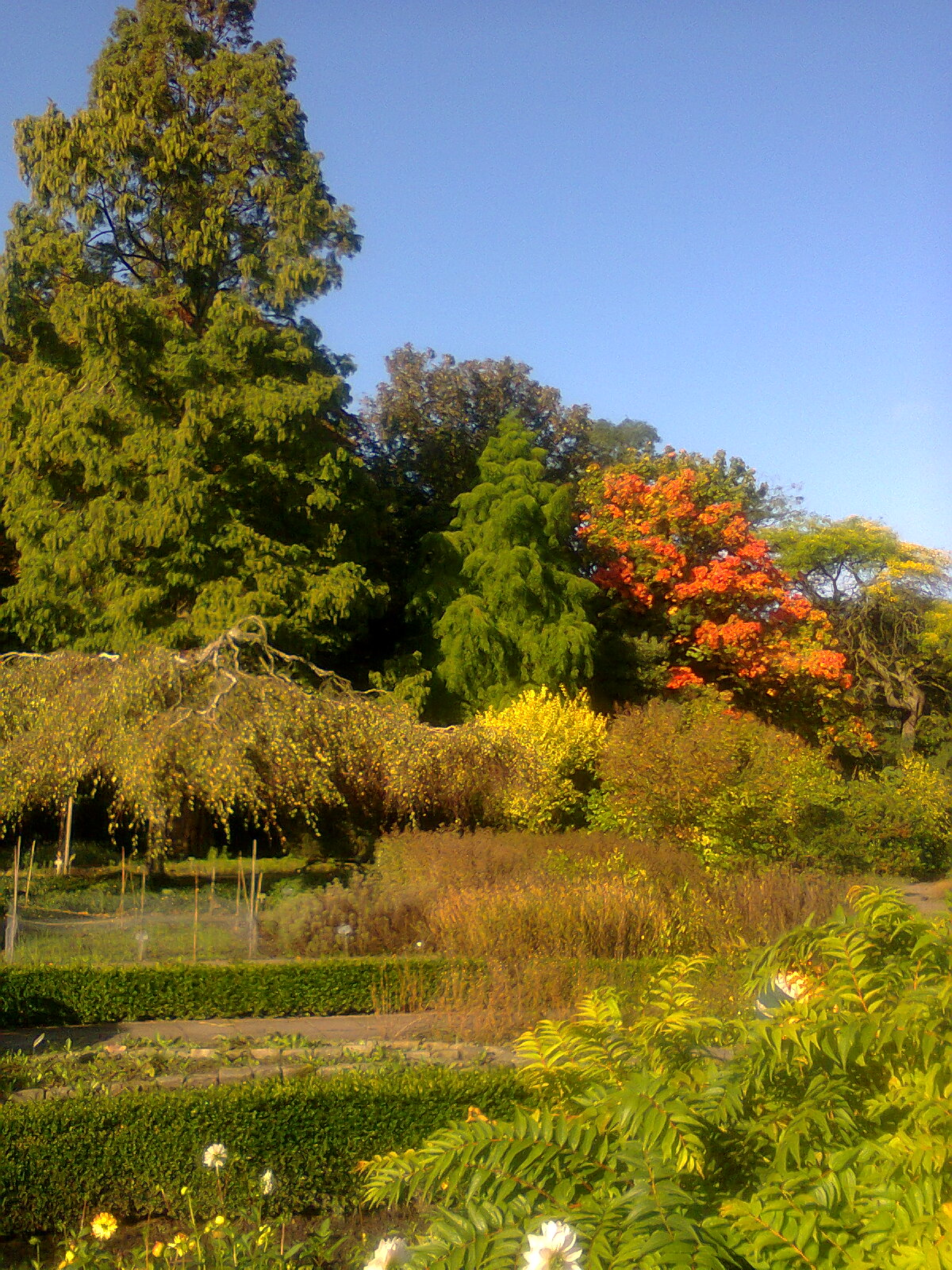
Heimanshof in Den Haag

Door dit boekje kwam hij in contact met Jac. P. Thijsse met wie hij dezelfde passie voor de natuur en zijn pedagogische inzichten deelde. Samen schreven ze  de serie Van vlinders, bloemen en vogels waarvan het eerste deel in 1894 verscheen. Daarna richtten ze het tijdschrift De Levende Natuur op, samen  met J. Jaspers jr. De eerste aflevering verscheen in 1896.  
In 1899 verscheen als volgende mijlpaal van hun samenwerking de eerste druk van de Geïllustreerde flora van Nederland. Bij de eerste druk waren de schrijvers nog "Heimans en Thijsse", maar aan de volgende drukken werkte ook H.W. Heinsius mee, zodat het werk meestal werd aangeduid met de naam "Heimans, Heinsius en Thijsse" (HH&T). Deze flora was vooral ook bedoeld voor beginners. Anders dan de oudere flora's bevatte deze flora niet alleen tekst maar ook illustraties, en bovendien werden zo min mogelijk moeilijke termen gebruikt. Heimans nam in 1901 samen met een aantal anderen het initiatief tot de oprichting van de "Nederlandse Natuurhistorische Vereniging", later de Koninklijke Nederlandse Natuurhistorische Vereniging. Tot zijn dood zette hij zich enthousiast voor deze vereniging in.
In 1901 solliciteerde hij voor een baan als leraar op de kweekschool, maar die werd gegeven aan zijn vriend Jac. P. Thijsse. Toen in 1904 de gemeente Amsterdam van het Naardermeer een vuilstortplaats dreigde te maken, organiseerden Heimans en Thijsse het verzet hiertegen. Uiteindelijk besloot de gemeenteraad, mede op grond van de verwachte kosten, dit plan niet uit te voeren. Heimans en Thijsse namen nu het initiatief tot het oprichten van een vereniging die het gebied moest aankopen. De Vereniging Natuurmonumenten werd in 1905 in Artis opgericht. Heimans werd echter niet in het bestuur gekozen - in tegenstelling tot Thijsse, die secretaris werd. Zowel het mislopen van zijn betrekking aan de kweekschool als het feit dat hij niet in het bestuur van Natuurmonumenten kwam, weet hij aan zijn Joodse afkomst. De relatie met Thijsse bekoelde hierdoor enigszins.

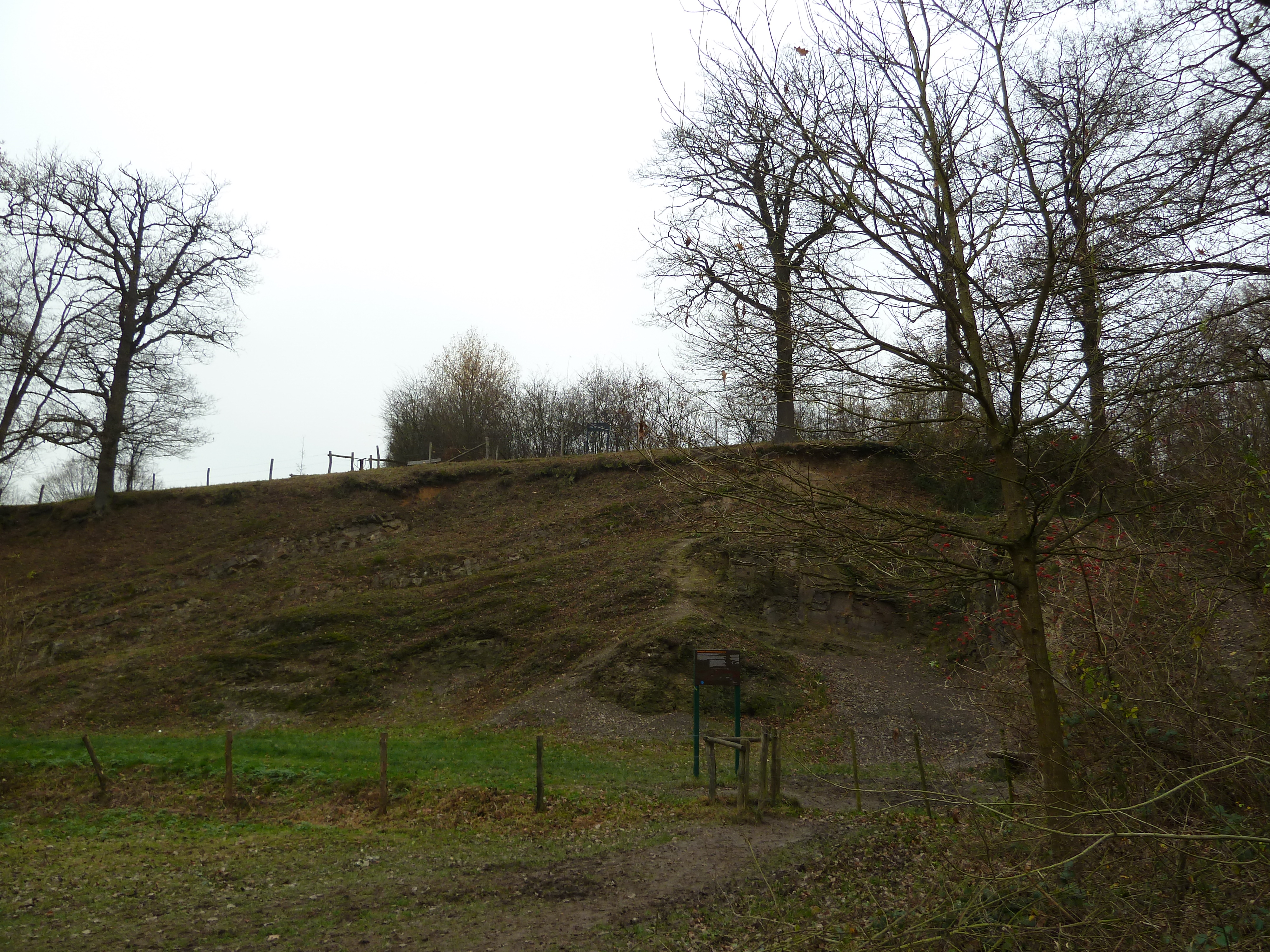
Geologisch monument Heimansgroeve

## Geologie
Al in zijn "jongensboek" Willem Roda uit 1889 gaf Heimans er blijk van belangstelling voor geologie te koesteren. Hij beschrijft daarin de geologische rijkdom van de Sint-Pietersberg. Fop I. Brouwer, die in 1958 een biografie over Heimans schreef, noemt de jaren na 1910 de "geologische jaren" van Heimans. Vanaf 1910 wijdde hij zich steeds meer aan de geologie. 
In 1911 verscheen Heimans' boekje Uit ons Krijtland. Hierin beschreef hij naast de levende natuur van Zuid-Limburg, ook de geologische verschijnselen. Zo wees hij op een plaats waar grondlagen uit het Carboon aan de oppervlakte komen. Deze plaats zou later de Heimansgroeve worden genoemd.  Heimans schreef ook stukjes in De Groene Amsterdammer. Uit deze stukjes bleek dat hij ook interesse had in psychologie.
In 1913 publiceerde Heimans het Geologieboekje. Een A-B-C voor de beginnende amateurs, dat in de jaren dertig de belangstelling van gymnasiast Willem Frederik Hermans voor het vakgebied opwekte. Als volwassene zei Hermans over onder meer dit werk nog: 'Prachtige boekjes, schitterende boekjes, ik was erdoor gegrepen'.
Heimans overleed in de zomer van 1914 op 53-jarige leeftijd plotseling aan een hartverlamming tijdens een geologische excursie in de Eifel.
Hij was getrouwd met Betje Stibbe (1860 - 1960), met wie hij twee kinderen kreeg, Henriëtte en Jacob. Henriëtte Heimans (1892 - 1975) promoveerde op een psychografie van stadhouder Willem III, en was lerares op een middelbare school. Jacob Heimans (1889 - 1978) werd hoogleraar in de biologie en nam een vooraanstaande plaats in binnen de natuurbeschermingsbeweging. Hij is tot op hoge leeftijd heruitgaven van boeken van zijn vader blijven verzorgen. Anders dan zijn vader kreeg hij overigens wel een bestuursfunctie bij Natuurmonumenten.

## Eerbetoon
Naar Eli Heimans zijn meerdere heemtuinen vernoemd, zoals in Vierhouten, in Hoofddorp en in Den Haag. Ook het geologisch monument Heimansgroeve bij Vaals kreeg zijn naam.